# Myrcia eximia
Myrcia eximia är en myrtenväxtart som beskrevs av Dc.. Myrcia eximia ingår i släktet Myrcia och familjen myrtenväxter. Inga underarter finns listade i Catalogue of Life.